# Krzyż Wojenny (Luksemburg)
Krzyż Wojenny (fr. Croix de Guerre, nl. Oorlogskruis, niem. Kriegskreuz) – odznaczenie wojenne Wielkiego Księstwa Luksemburga.

## II wojna światowa
Luksemburski Krzyż Wojenny został ustanowiony 17 kwietnia 1945 roku dekretem wielkiej księżny Luksemburga Szarlotty w analogii do francuskiego i belgijskiego odznaczenia o tej samej nazwie. Nadawany był on personelowi wojskowemu lub członkom organizacji paramilitarnych, którzy szczególnie wyróżnili się, walcząc o wyzwolenie kraju, w czasie II wojny światowej. W szczególnych przypadkach mógł być nadany cudzoziemcom.
Oznaka odznaczenia to wykonany w brązie krzyż maltański z mieczami między ramionami. W medalionie środkowym na awersie znajduje się ukoronowana litera „C” – monogram księżnej Szarlotty, a na rewersie: data „1940”.
Krzyż noszony jest na lewej piersi na ciemnoniebieskiej wstążce z dwoma szerokimi obustronnymi żółtymi bordiurami i z trzema wąskimi paskami tego samego koloru pośrodku wstążki. Krzyż połączony jest ze wstążką pierścieniem przechodzącym przez oczko umieszczone na górze korony książęcej.

## Od roku 1951
Decyzją księżnej Charlotty z 9 maja 1951 roku Croix de Guerre został ponownie wprowadzony do luksemburskiego systemu odznaczeń. Tym razem mógł być on nadawany personelowi wojskowemu lub członkom organizacji paramilitarnych, którzy w czasie wojny, szczególnie wyróżnili się aktami waleczności i odwagi. Krzyż może być nadawany również pośmiertnie. Oznaka odznaczenia różni się od poprzedniej jedynie rewersem – w miejscu daty „1940” widnieje wieniec dębowy (awers i wstążka pozostały bez zmian).